# 경기도 축산진흥센터
경기도 축산진흥센터(京畿道 畜産進興센터)는 지방자치법 114
조 및 축산법 제3조에 따라 가축개량과 축산시험연구, 말 산업 육성을 위하여 설치된 경기도청 소속기관이다. 경기도 용인시 처인구 남사읍 천덕산로11번길 113에 위치하고 있다.

## 조직
- 종축관리팀
- 신성장축산팀
- 낙농지원팀

## 같이 보기
- 경기도청